# 64 de l'Àguila
64 de l'Àguila (64 Aquilae) és una estrella de la constel·lació d'Aquila. Té una magnitud aparent de 5,97.